# Enoch West
Enoch James West (ur. 31 marca 1886, zm. wrzesień 1965) – angielski piłkarz, który występował na pozycji napastnika.

## Kariera klubowa
Zawodową karierę rozpoczął w 1903 roku, podpisując kontrakt z Sheffield United. W czerwcu 1905 przeszedł do Nottingham Forest. W sezonie 1907/1908 został królem strzelców Division One z 26 bramkami w 35 meczach. W ciągu pięciu lat występów w Forest zagrał w 183 meczach ligowych i pucharowych, zdobywając 100 bramek.
W czerwcu 1910 został zawodnikiem Manchesteru United i już w pierwszym sezonie zdobył mistrzostwo Anglii. W 1915 West, wraz z innymi piłkarzami United, a także z czterema zawodnikami Liverpoolu, został dożywotnio zdyskwalifikowany przez Football Association za ustawienie meczu Manchester United – Liverpool, mający miejsce 2 kwietnia 1915. Kara została odwieszona w 1945 roku. W sumie biorąc pod uwagę rozgrywki ligowe i pucharowe, wystąpił w United w 181 meczach i zdobył 80 bramek.

## Sukcesy
Manchester United
- Mistrzostwo Anglii (1): 1910/1911